# کلیسای صلیب مقدس (زارینجا)
کلیسای صلیب مقدس (ارمنی: Զարինջայի Սուրբ Խաչ եկեղեցի (Կարմիր վանք)؛ انگلیسی: Zarinja Sourp Khach Armenian Church) یک کلیسا متعلق به کلیسای حواری ارمنی واقع در شهر زارینجا، استان آراگاتسوتن ارمنستان می‌باشد. ساخت و ساز این ساختمان در حدود سال ۶۳۵ میلادی؛ به پایان رسید. این بنا به سبک معماری ارمنی طراحی شده است.
کلیسا شامل یک طرح متقارن با ساختار دیواری تاشو و حالت هرمی است. این کلیسا در برابر حرکت زلزله مقاوم بوده است، زیرا تا به امروز باقی مانده است